# Peter de Blaquière
Peter Boyle de Blaquière (26 avril 1783 - 23 octobre 1860) est une figure politique du Haut-Canada et le premier chancelier de l'Université de Toronto.

## Biographie
Peter de Blaquière est né à Dublin, en Irlande en 1783, le fils de John Blaquiere, lui-même fils de Jean de Blaquiere qui a émigré de France. Il sert dans la Royal Navy à bord du HMS Director du capitaine William Bligh, et combat à la bataille de Camperdown. Après sa retraite de la Marine, il s'installe à Southampton, en Angleterre. Il est venu dans le Haut-Canada en 1837 et s'est installé dans la ville de Woodstock.
Il sert comme lieutenant-colonel dans la milice d'Oxford pendant la Rébellion du Haut-Canada. Il est nommé au Conseil législatif en 1839 et, en 1841, est devenu membre du Conseil législatif de la province du Canada. En 1842, il devient directeur du district de Brock.
En 1849, le King's College, affilié à l'Église d'Angleterre, devient l'Université de Toronto, indépendante de l'Église, et, en 1850, de Blaquière devient chancelier. En réponse, l'évêque John Strachan établit le Trinity College comme université religieuse en 1852; il se joindra plus tard à l'Université de Toronto.
Il démissionne de son poste de chancelier en 1853 pour protester contre les modifications apportées à la structure de l'Université. Peter de Blaquière meurt à Yorkville, Toronto en 1860.